# Blendbogen
Ein Blendbogen (auch Blindbogen) ist ein Bogen, der keine Maueröffnung überbrückt und nicht als konstruktiver Entlastungsbogen in der Mauerfläche liegt, sondern der geschlossenen Wand nur vorgeblendet, d. h. aufgelegt ist. Er ist ein typisches Architekturmerkmal der Romanik und der Gotik. Er hat weniger statische Bedeutung, sondern dient vor allem der ästhetischen Gliederung von Fassaden. Der Übergang zur tieferen Bogennische ist fließend. Mehrere gestelzte Blendbögen nebeneinander auf Wandpfeilern oder Halbsäulen bilden eine Blendarkade. Eine Aneinanderreihung von kleinen Blendbögen ist ein Bogenfries.

## Beispiele

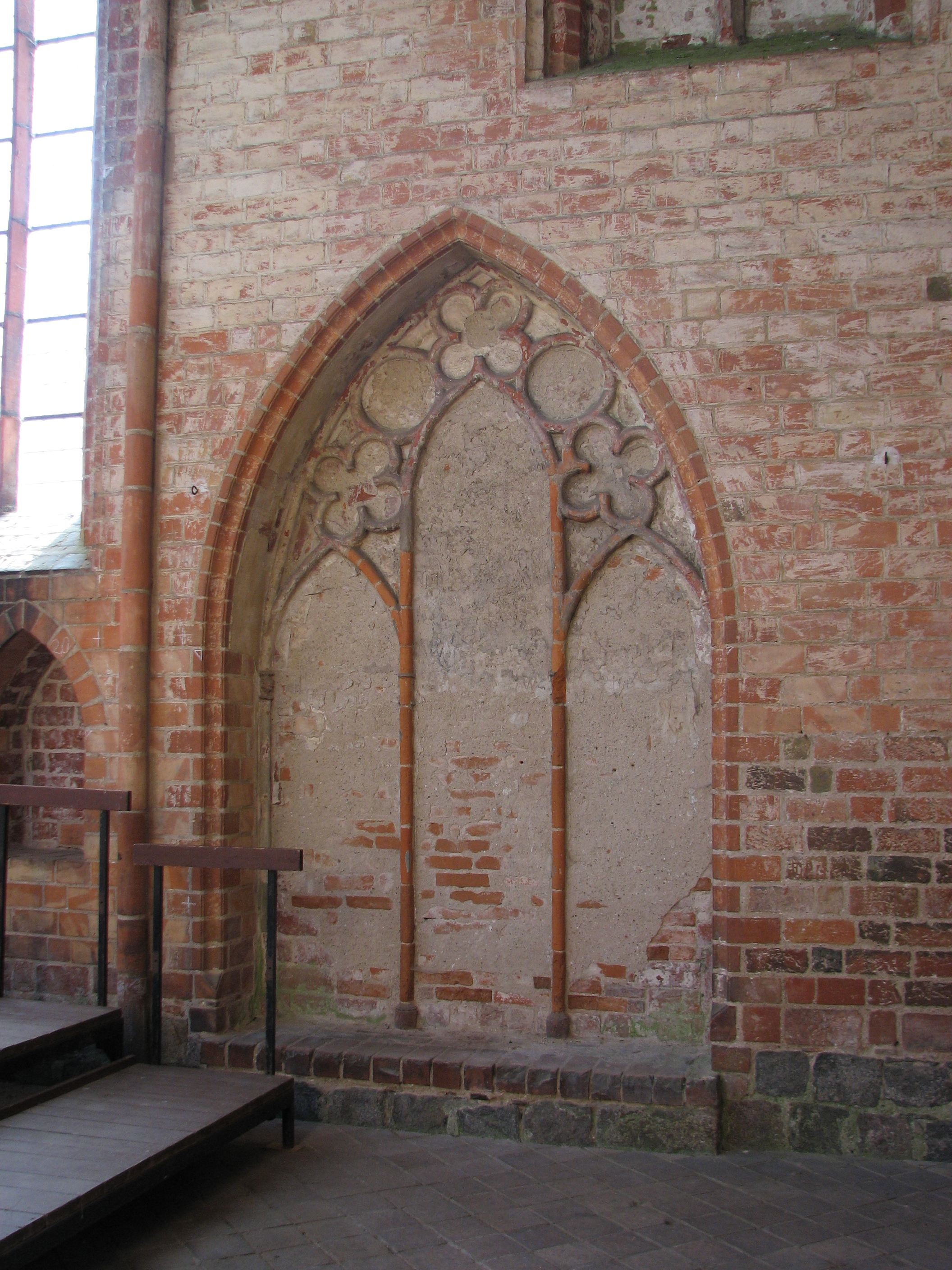
Blendbogen-Nische (Kloster Chorin)
Blendbogen über einem Fenster (Philadelphia/USA)
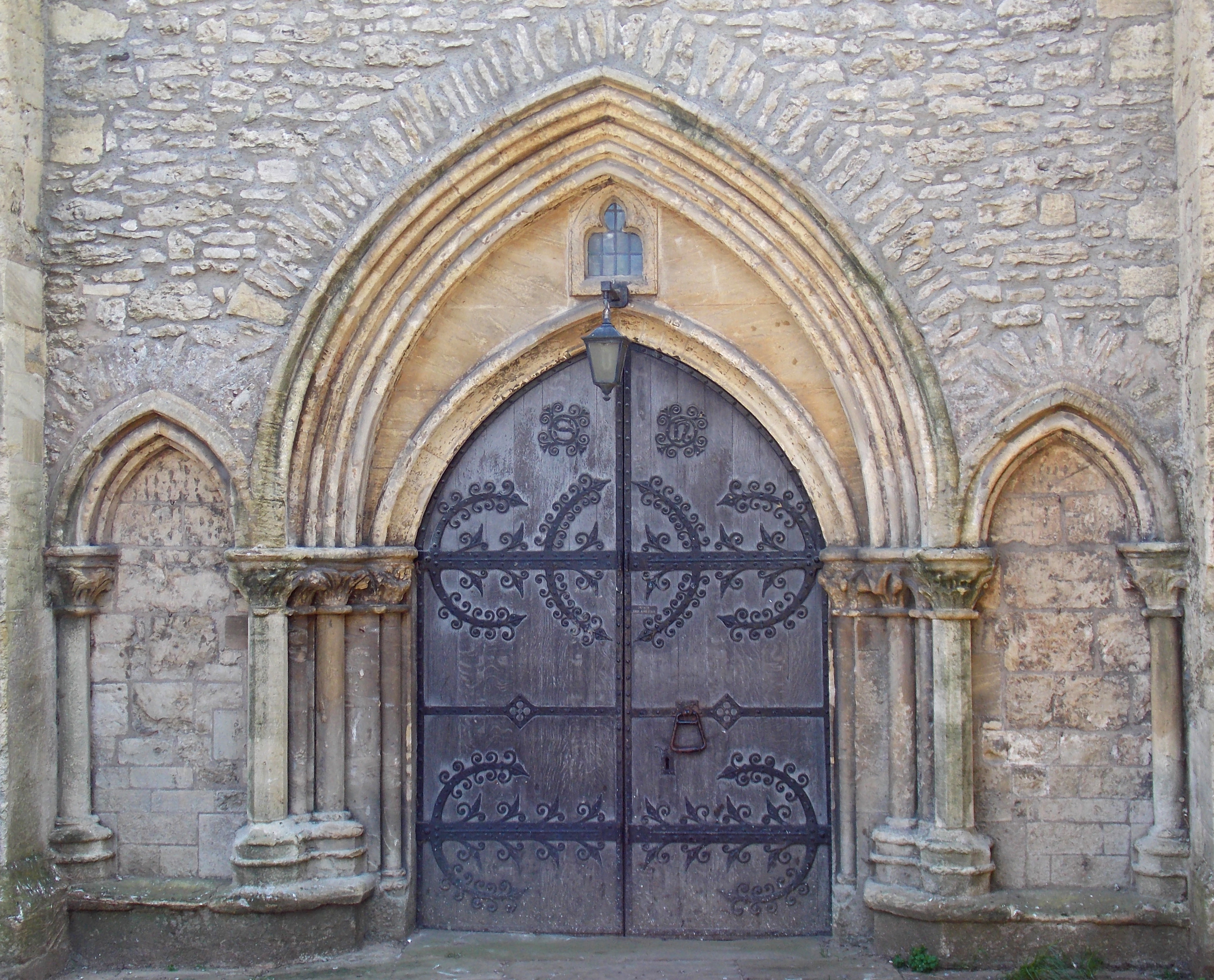
Seitliche Blendbögen an einem Portal (St. Helen, Abingdon)
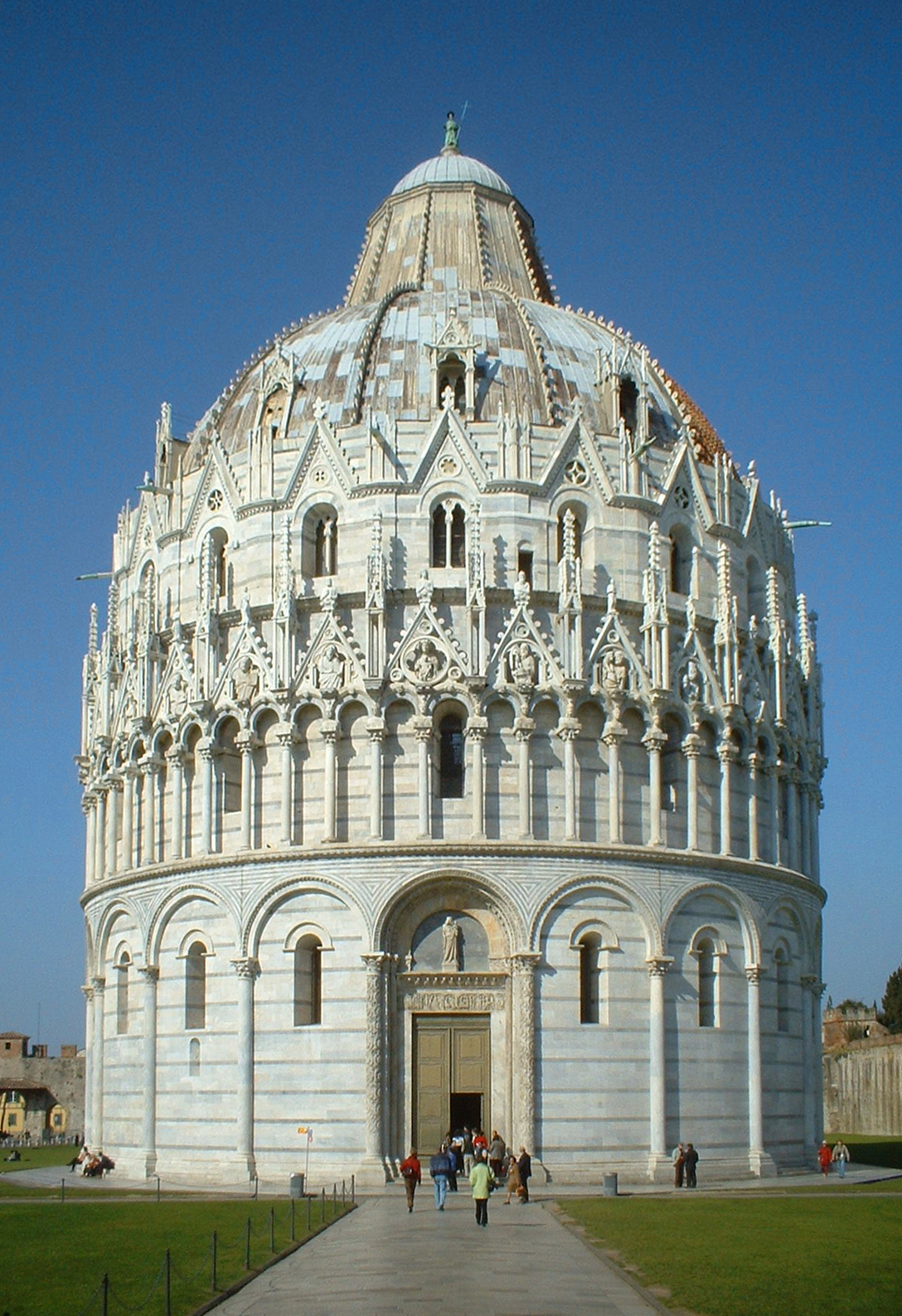
An der Erdgeschossfassade: Mehrere Blendbögen bilden eine Blendarkade (Baptisterium, Pisa)
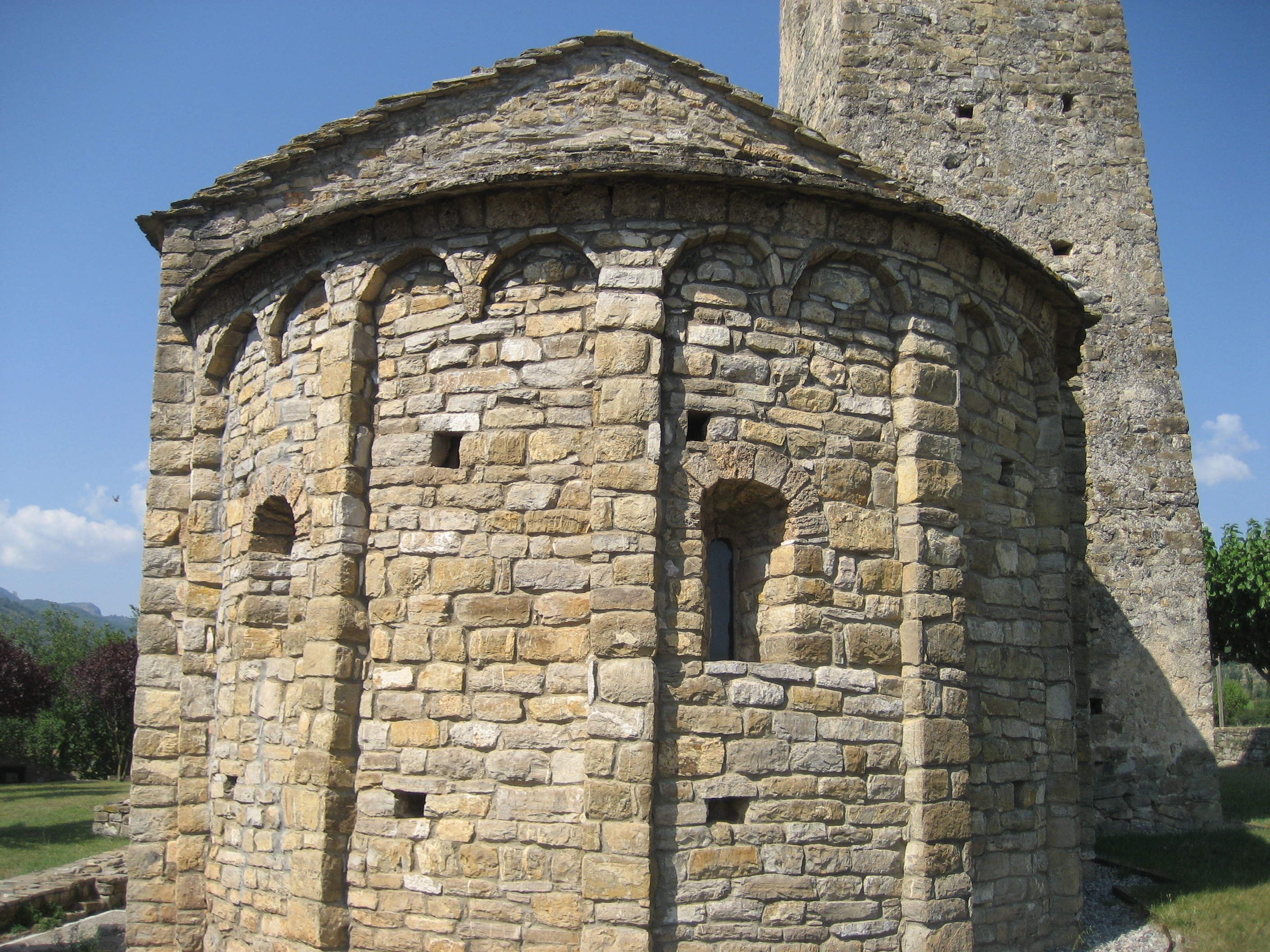
Blendbögen am Fries der Apsis von Sant Climent de Coll de Nargó
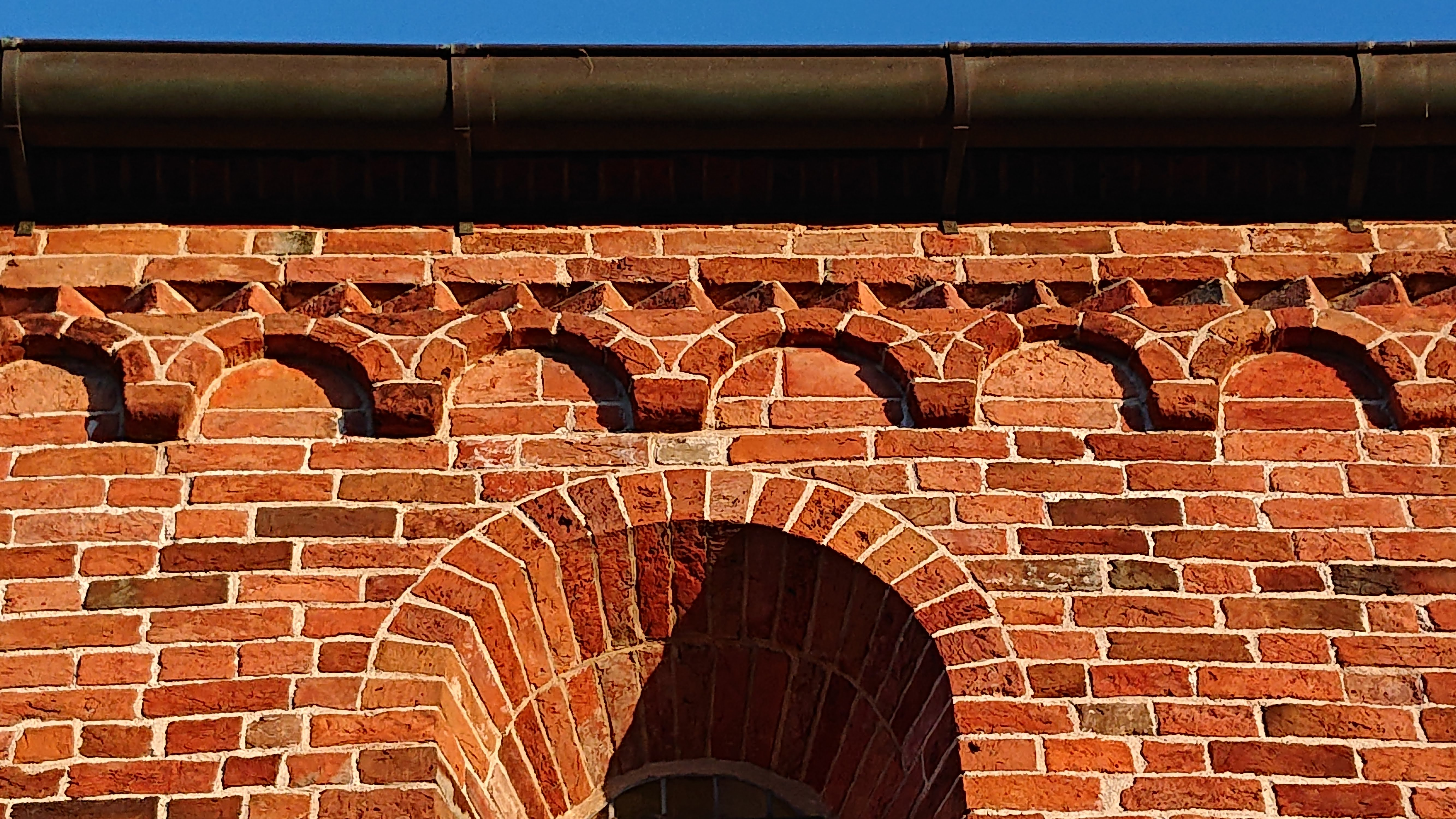
Bogenfries aus Blendbögen (Groningen)